# التماس خاص
الالتماس الخاص هو نوع من المغالطات يتمثل بمحاولة الاستشهاد بحادثة أو قضية ما باعتبارها استثناءً عن القاعدة المقبولة عموماً أو المبادئ المعروفة وغيرها، بدون تبرير هذا الاستثناء.
إن الافتقار إلى النقد المنطقي يعود إلى إغفال الأسباب (ربما تكون الأسباب واضحة وبسيطة)، أو ربما بسبب اتباع سياسة المعايير المزدوجة أو الكيل بمكيالين.

## أمثلة
هناك بعض الحالات التي يُصعب فيها التحقق من النقد، أي لا يكون النقد قابلاً للاستقصاء. وكأمثلة على ذلك:
- الحجج غير المفسرة للاستثناء عن المبادئ الأساسية، حيث يعتقد البعض عادة بوجود صلة بينها. كأن تقول مثلاً: “لا أعتمد على الإيمان في الاحتمالات الصغيرة، إنها آلة Slot، وليست لعبة الروليت، إنها مختلفة تماماً”.
- البيانات غير القابلة للإثبات بطبيعتها، إما بسبب صعوبة الوصول إليها أو صعوبة تعريفها بوضوح. وكمثال على ذلك كأن تقول: “يؤمن سكان الكوكب الثالث من نظام ألفا القنطور بالله”

إن أردنا قولبة مغالطة الالتماس الخاص ضمن نوع معين من المغالطات (كالمغالطات المنطقية أو النفسية أو غير الرسمية)، فعلى الأرجح أنها تندرج ضمن المغالطات النفسية. ويبدو أنها ترتبط بالتزلف، التسويغ والتحريف (أي تجاهل النقاش). كما تمثل مغالطة الالتماس الخاص نوعاً من “الالتماس”، وهو ما يُصنف ضمن المغالطات المنطقية.
وإذا عدنا إلى فلسفة العصور الوسطى، فالادعاء بوجود اختلاف أو تباين لا يتطلب وجود أساس لهذا التباين، ولا ضرورة لإثبات هذا التباين. أي يقوَض الالتماس الخاص الدلالة الوجودية في القياس المنطقي.

## إحصائياً
يظهر هذا الاختلاف عندما تُفسر الإحصائيات ذات الصلة من خلال البحث عن طرقٍ لإعادة تصنيف أو قياس البيانات لجزءٍ واحد فقط من النتائج بدون تطبيق العمليات السابقة على الأجزاء الأخرى.